# Mancor de la Vall
Mancor de la Vall (pronunciat /mən'kɔ/ Mancò) és una vila i municipi de la comarca del Raiguer de Mallorca. Limita amb els municipis d'Alaró, Escorca, Selva i Lloseta.

## Etimologia
Segons les investigacions de Ramon Rosselló, l'alqueria de Mancor ja tenia una entitat consolidada en època islàmica, com a nucli organitzador dels pagesos i pastors repartits pel territori. El nucli antic de l'actual vila correspon a aquella alqueria original i s'hi han anat afegint barris nous a partir del segle xviii. La forma Mancor està documentada des de 1230, mentre que la forma també primerenca, Manchor, n'és només una variant ortogràfica amb la mateixa pronunciació (/mən'kɔ/).
L'origen etimològic del topònim és objecte de debat. Tot i diverses hipòtesis àrabs i berbers, la teoria amb més fonament és la que proposa una arrel llatina vulgar o mossàrab: monachorum ('dels monjos'). Aquesta explicació coincideix amb l'existència de topònims semblants a Itàlia, Còrsega o la Pulla i amb la presència documentada de centres religiosos cristians a la zona abans de la conquesta islàmica. El puig on avui hi ha la capella de Santa Llúcia podria haver acollit un antic cenobi, i el topònim Mancor derivaria d'aquest context religiós, a través d'un procés fonètic que el vincula també amb Manacor.

## Població
| Entitat de població | Habitants (2024) |
| Mancor de la Vall   | 1.704            |
| Font: INE           |                  |

Mancor de la Vall té 5.252 habitants, coneguts com a mancorins. Els llinatges més comuns són Martorell, Coll, Mateu, Amengual, Alba, Gual i Moranta.
El municipi de Mancor de la Vall comprèn diversos nuclis i àrees amb denominació pròpia, tant dins el nucli principal com en zones adjacents. Entre les àrees urbanes del poble es troben Pantagona i la Vileta. A més, dins el terme municipal es conserven nuclis tradicionals d'origen històric com Biniarroi i Massanella, antics assentaments rurals.
L'any 1930, quan es va recollir per primer cop la dada de població després de la segregació del municipi respecte de Selva (1925), Mancor comptava amb 1.384 habitants de dret. Durant les dècades posteriors, especialment entre 1940 i 1970, es va produir una disminució gradual: 1.163 el 1940, 1.022 el 1950, 849 el 1960 i 828 el 1970, degut probablement a l'èxode rural i la migració cap a nuclis urbans més grans.
A partir de la dècada de 1980 s'observa una estabilització i una lleugera recuperació demogràfica: 888 habitants el 1991 i 892 el 2001. Aquest creixement s'intensifica amb el canvi de segle. El cens de 2011 registrà 1.321 habitants, i el del 2021 ascendí a 1.570, indicant un creixement sostingut superior al 18% en només una dècada. Aquest augment també es veu reflectit en el nombre de llars, que passaren de 314 el 1991 a 583 el 2021.

## Geografia
El nucli de població es troba a una petita vall envoltada de muntanyes, situat a la zona de contacte entre la serra de Tramuntana i el Raiguer. La part septentrional, a la serra, culmina amb el puig de la Fita (905 m). El terme municipal de Mancor de la Vall es configura de forma relativament rectangular, allargassada de N a S, de 6 per 4 km, amb una extensió de 19,82 km². N'és l'element central el massís del puig de Suro (644 m), entorn del qual s'estenen les valls. Connecta per carretera amb Inca, Biniamar i Caimari, i els termes d'Escorca i Selva.

## Història
L'actual terme de Mancor de la Vall guarda restes del seu passat prehistòric com són els talaiots del Clot dels Diners i Conia, el lloc fortificat de Son Boscà defensat per una muralla i la cova d'enterrament de Montaura. Aquest darrer jaciment també ha proporcionat testimonis romans.
A l'època islàmica era part del districte musulmà d'Inkan, i eren quatre les alqueries que conformaven l'actual terme: Mancor, Biniarroi, Massanella i Biniatzent.
A conseqüència de la conquesta cristiana, el rei Jaume el Conqueridor va lliurar Mancor a Rotlà Lai i al Paborde de Tarragona les alqueries de Biniarroi, Massanella i Biniatzent. Dia 5 d'agost de 1232, Rotlà Lai repartí les terres de Mancor a dotze repobladors perquè les conrassin i hi habitassin.
Des de l'any 1248 fins a 1913 el terme de Mancor en la part eclesiàstica depenia de la parròquia de Sant Llorenç de Selva. I en la part civil, des de l'any 1300 en què el rei Jaume II de Mallorca fundà les viles foranes, Mancor quedà inclosa en el terme de Selva.
Des de 1341 està documentada la capella de Santa Llúcia construïda entre les alqueries de Mancor i Biniarroi per donar servei als seus habitants que havien d'anar a l'església de Sant Llorenç de Selva. L'any 1348 moriren molts d'habitants de Mancor, Maçanella i Biniatzent a causa de la pesta negra.
En el segle xv els habitants de Mancor estaven molt endeutats de censals, que els feien viure a la misèria. Aquest fet ocasionà la Revolta Forana, en la qual els pagesos l'any 1450 s'aixecaren en armes. Aquests feren molt de mal a Massanella, perquè era del cavaller Pere Descatlar.
Per no haver de pujar a Santa Llúcia per assistir a missa, l'any 1572, els mancorins començaren una església dins Mancor, que beneïren l'any 1606, dedicada a Sant Joan Baptista. Després feren un cementeri al seu costat.
Gran part del segle xvii estigué marcat per la violència dels bandejats, dels bàndols dels Canamunts i Canavalls. Mancor, Selva i Biniamar marcà el triangle més violent de Mallorca. Per cuidar-se de l'església i d'altres assumptes públics hi havia un Consell fundat l'any 1612. El 24 de setembre de 1719 dos bandejats mataren dins la finca dita es Colomer el lloctinent de batle reial, Joan Amengual, àlies Tafona.
Un altre fet destacat del segle xviii fou el gran corriment de terres de Biniarroi de l'any 1721 que devastà una gran quantitat de quarterades de terra.
El segle xix representà per Mancor una important millora del nivell de vida que es reflectí en la demografia i en l'habitatge. El cultiu de l'olivar era l'activitat més productiva del camp mancorí, juntament amb l'aprofitament del bosc. Tant era així, que en anys d'esplet d'olives durant la temporada de recollir-les havien de venir collidores dels pobles del pla atretes per uns jornals acceptables i pel costum de rebre també una quantitat d'oli al final de la temporada. La major part del blat era molt per transformar-lo en farina a molins de sang, se'n trobaven a les principals cases del poble i a quasi totes les possessions. Fou en aquest segle quan s'inicià l'activitat de l'explotació de carbó mineral. Per altra banda, l'any 1800 es començà a construir l'església nova de Mancor, que no fou beneïda fins a l'any 1843. L'any 1821 es construí el cementeri rural, un tancat d'aspecte molt pobre. L'any 1839 es feren els rentadors i els abeuradors de la font pública.
Els fets més notables del segle xx foren la instal·lació de l'electricitat l'any 1905, la creació de la parròquia de Sant Joan Baptista, la segregació del municipi de Selva el 2 d'abril de 1925 i la constitució del primer ajuntament de Mancor de la Vall després de 625 anys de dependència de Selva, la Guerra Civil, la importància de la indústria del calçat entre els anys 1965 i 1985, l'abandonament de la confecció de carbó vegetal, així com la minva de l'agricultura i la irrupció de les noves tecnologies, i, sobretot, l'elevació important del nivell de vida.

## Patrimoni

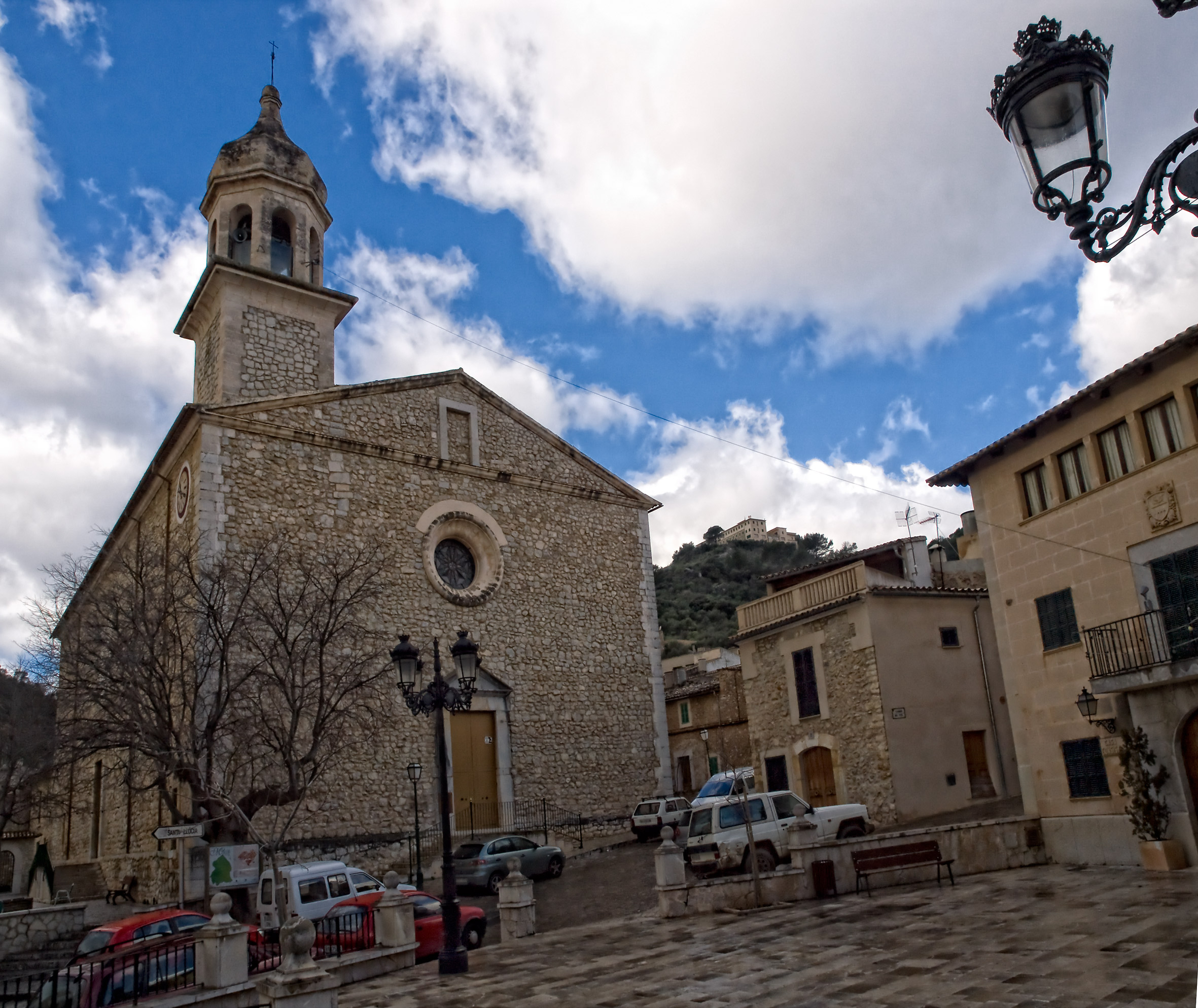
Església parroquial de Sant Joan Baptista. Al fons, dalt del turó, es distingeix la capella de Santa Llúcia.

Destaca l'església parroquial de Sant Joan Baptista, temple principal del poble. La primera església s'inicià el 1572 i es beneí el 1606, però a principis del segle xix es decidí construir un temple més gran en estil neoclàssic senzill. L'actual edifici parroquial es començà el 1800, i les obres s'allargaren fins al 1854. Presenta una façana de paredat de pedra amb una rosassa central i portals d'arc de mig punt dovellats, així com un campanar de quatre cossos adossat. L'església consta d'una sola nau amb capelles laterals i volta de canó. En el seu interior hom conserva diversos retaules d'estil barroc procedents de convents desapareguts de Palma, a més de la imatge de sant Joan. L'any 1981 el temple parroquial de Mancor fou declarat Bé d'Interès Cultural (monument historicoartístic) per la seva importància arquitectònica i històrica.

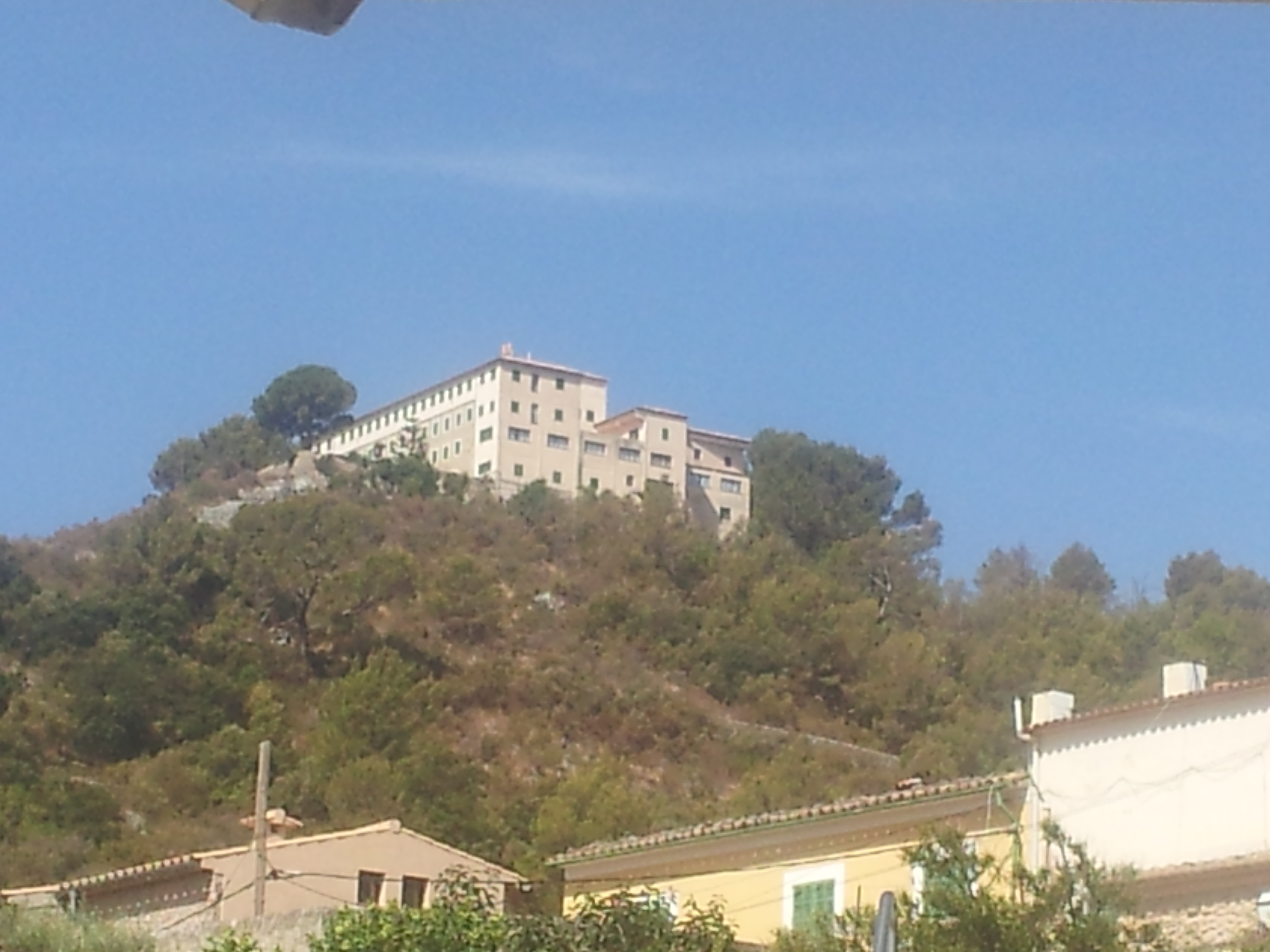
Santa Llúcia.

A dalt d’un pujol immediatament al nord del nucli urbà es troba la capella de Santa Llúcia, petita església medieval que antigament serví de centre religiós per als habitants dispersos de la vall. Documentada ja en 1348, la capella originària ha sofert diverses reformes al llarg dels segles. És un edifici d'una sola nau, d'estil rústic, amb un petit campanar d'espadanya. Durant segles (fins a inicis del segle xvii) fou el lloc de culte de les comunitats de Mancor, Biniarroi, Massanella i Biniatzent, fins que la construcció de l'església de Sant Joan al poble li restà protagonisme. Al segle xx, la capella de Santa Llúcia ha estat gestionada per diferents congregacions religioses, i cada Dilluns de Pasqua els mancorins hi acudeixen en pancaritat.
Cal esmentar la possessió de Massanella i el seu entorn natural, a la zona nord del terme, que fou una de les antigues alqueries islàmiques i avui és una finca extensa amb edificacions i elements etnològics. Diversos casals senyorials i cases històriques són presents dins el nucli urbà de Mancor: sobresurten algunes cases pairals com ara el casal de Can Marquesí, amb elements renaixentistes; també és notable el casal de Son Lluc; la casa de Son Collell, que durant molts anys féu funció de Casa de la Vila; i la casa de Son Simó. Un altre edifici singular és Turixant, antic casal rural avui convertit en restaurant, situat als afores del poble.
El patrimoni industrial i etnològic de Mancor és representatiu de la vida tradicional mallorquina. Un element destacat és la tafona de Son Morro, un antic molí d'oli situat en aquesta possessió, que encara conserva la casa pairal annexa i part de l'equipament per a la producció d'oli. També s’'hi troben restes de molins de sang i altres estris agrícoles repartits per diferents cases antigues. D'època més moderna, cal apuntar l'existència d'un molí fariner de vapor instal·lat el 1882 a Son Simó.
Pel que fa a equipaments culturals, el municipi disposa d'una biblioteca municipal ubicada en un edifici històric (l'antic Cercle Catòlic d'Obrers, inaugurat el 1908). Encara es publica la revista Montaura, un butlletí local fundat l'any 1988 que recull notícies i articles sobre la vida mancorina.
Finalment, Mancor de la Vall atresora diversos jaciments arqueològics prehistòrics. Els talaiots del Clot dels Diners i de Conia, així com la cova de Montaura i el poblat fortificat de Son Boscà, estan protegits com a patrimoni arqueològic i catalogats com a Béns d'Interès Cultural.

## Personatges il·lustres
- Joan Josep Amengual i Reus (Mancor de la Vall, 1796 – Binissalem, 1876): escriptor, filòleg, poeta i polític liberal. Va ser doctor en Dret per la Universitat de Mallorca i un pioner del pensament liberal a l'illa. Entre 1820 i 1823 dirigí a Palma el Setmanari Constitucional de Mallorca, des d'on difongué idees liberals i, molt notablement, publicà una traducció parcial de la Constitució de Cadis de 1812 al català– sent aquesta la primera publicació d'ideologia liberal escrita en llengua catalana a Mallorca. Joan Josep Amengual és considerat el primer pensador liberal mallorquí que emprà el català en premsa, i és autor d’una Gramàtica de la llengua mallorquina (1835) entre altres obres filològiques i literàries.[10]
- Bernat Pou Riera (Mancor de la Vall, 1896 – París, 1956): destacat sindicalista i anarquista vinculat a la CNT. Després d'iniciar-se en el moviment obrer a Lió i Barcelona, esdevingué un dirigent rellevant durant la Segona República i la Guerra Civil, ocupant càrrecs en l'àmbit de la propaganda i col·laborant amb figures com Emma Goldman i Nehru. Exiliat a França el 1939, mantingué una intensa activitat dins l’AIT i el Moviment Llibertari Espanyol, participant en congressos i mítings arreu del país. Fou també periodista, traductor i escriptor, col·laborador habitual de premsa llibertària. Morí a l'exili i fou acomiadat per Frederica Montseny.

## Organització política
| Eleccions municipals de 28 de maig de 2023 - Mancor de la Vall                                  |                                     |                                     |                                     |       |          |          |
| Candidatura                                                                                     | Candidatura                         | Candidatura                         | Cap de llista                       | Vots  | Vots     | Regidors |
|                                                                                                 | Partit Popular de les Illes Balears |                                     | Josep Frontera Martorell            | 506   | 49,41%   | 5        |
|                                                                                                 | MÉS per Mallorca                    |                                     | Joan Ramon Villalonga               | 498   | 48,63%   | 4        |
|                                                                                                 | Vots en blanc                       |                                     |                                     | 20    | 1,95%    |          |
| Total vots vàlids i regidors                                                                    | Total vots vàlids i regidors        | Total vots vàlids i regidors        | Total vots vàlids i regidors        | 1024  | 100 %    | 9        |
|                                                                                                 | Vots nuls                           | Vots nuls                           | Vots nuls                           | 12    | 1,16%    |          |
| Participació (vots vàlids més nuls)                                                             | Participació (vots vàlids més nuls) | Participació (vots vàlids més nuls) | Participació (vots vàlids més nuls) | 1036  | 85,34%** |          |
| Abstenció                                                                                       | Abstenció                           | Abstenció                           | Abstenció                           | 178*  | 14,66%** |          |
| Total cens electoral                                                                            | Total cens electoral                | Total cens electoral                | Total cens electoral                | 1214* | 100 %**  |          |
| Batle: Josep Frontera Martorell Per majoria absoluta dels vots dels regidors                    |                                     |                                     |                                     |       |          |          |
| Fonts: Infoelectoral (* No són vots sinó electors. ** Percentatge respecte del cens electoral.) |                                     |                                     |                                     |       |          |          |

## Festes
- Festes Patronals de Sant Joan Baptista: el 24 de juny se celebra el dia de Sant Joan Baptista, patró de Mancor de la Vall. Al voltant d'aquesta data, l'Ajuntament i les entitats locals organitzen tot un programa d'actes culturals, esportius i lúdics que conformen les festes patronals. S'hi inclouen berbenes, espectacles de dimonis i gegants, sopars populars a la fresca, competicions esportives i activitats per als infants.
- Fira de l'Esclata-sang i de la Muntanya (Novembre): Aquesta fira, nascuda el 2003 és un esdeveniment emblemàtic de Mancor de la Vall.[12] Té lloc a finals de novembre i gira entorn del món dels bolets (especialment l'esclata-sang) i la vida de muntanya. Durant tres dies, el poble es converteix en capital micològica de Mallorca, amb exposicions, mostra de bolets, mercat de productes artesans i gastronòmics, i activitats folklòriques variades. S'organitzen ballades populars de música i ball, la Nit de Foc amb dimonis i focs artificials, trobades de xeremiers i l'exhibició dels cavallets de Mancor.[13]